# Joaquim Gomis i Sanahuja
Joaquim Gomis i Sanahuja (Barcelona, 20 d'abril de 1931 - Sant Just Desvern, Baix Llobregat, 21 de desembre 2013) fou un periodista, assagista i eclesiàstic català.

## Biografia
Estudià al Seminari de Barcelona, i després anà a Roma per cursar teologia a la Universitat Pontifícia de Salamanca i a la Pontifícia Universitat Gregoriana de Roma durant la celebració del Concili Vaticà II, que va marcar el seu pensament. Sacerdot secularitzat, a partir de la dècada de 1960 es va dedicar al Centre de Pastoral Litúrgica, del que fou un dels promotors liderant la renovació litúrgica postconciliar a Catalunya i dirigint la revista Missa Dominical durant 20 anys, que tenia per objectiu facilitar les pregàries i orientacions per les homilies a les parròquies.
El 1951 va posar en marxa la revista de pensament i cultura El Ciervo amb els seus germans Joan i Llorenç Gomis Sanahuja i l'esposa el segon, Roser Bofill i Portabella. Amb els mateixos col·laboradors i des de l'editora El Ciervo va posar en marxa Foc Nou, revista d'actualitat religiosa que dirigí fins que passà a ser-ne editor.
Amb menys dedicació, també va participar en la informació religiosa del diari Avui amb Joan Llopis, i va escriure la secció Amb ulls catalans de Vida Nueva. Segons diversos mitjans van publicar al moment de la seva mort, era considerat un dels millors cronistes religiosos de Catalunya de les últimes dècades.
Va publicar diversos assajos com El sentit del Concili (1962), Cartes a set joves (1964), La espiritualidad cristiana (1967), ¿Qué pasa en la Iglesia? (1970). També participà en l'escriptura de Sobre Déu, Crist i altres coses (1973) i Lluita-Festa (Quaresma-Pasqua) (1974).